# 다니엘 판 바위턴
다니엘 반 바이텐(Daniel van Buyten, 1978년 2월 7일, 시메 ~)는 벨기에의 전 축구 선수이다. 2006년에 함부르거 SV에서 FC 바이에른 뮌헨으로 자유 이적하여, 현재까지 소속팀의 센터백으로 활약 한다. 그의 아버지, 프란츠 판 바위턴은 1960년대에서 1980년대까지 활약하던 유명한 레슬링 선수이며, 어머니 레나테는 독일인이다.

## 클럽 경력

### 맨체스터 시티 FC
2003-04 시즌, 판 바위턴은 올랭피크 드 마르세유 선수로, 단기간 동안 맨체스터 시티 FC로 임대되었으나, 프리미어리그 풀타임 출장 경기는 없었다.

### FC 바이에른 뮌헨
2006년 6월, 바이에른 뮌헨은 타이틀 경쟁자 함부르거 SV로부터 판 바위턴을 영입하였다고 발표했으며, 판 바위턴이 2009-10 시즌까지 유효한 계약을 하였다고 하였다. 판 바위턴은 뮌헨 첫 시즌에 루시우와 센터백 듀오를 이루며 성공적인 시즌을 보냈다. 그의 뮌헨 첫 골은 2006년 12월 9일, FC 에네르기 콧부스전으로, 판 바위턴은 2-1 결승골의 주인공이었다. 판 바위턴은 그의 2번째골을 패한 보루시아 도르트문트전에서 기록하였다. 그러나, 판 바위턴의 가장 중요한 업적은 2007년 4월 3일, AC 밀란을 상대로 한 UEFA 챔피언스리그 8강전에서 이루어졌다. 판 바위턴은 이 원정경기에서 2골을 기록하였고, 경기는 무승부로 끝났다. 그의 단거리 2골은 그 시즌에 득점한 골수를 4개로 늘렸다.
2010년 2월 4일, 바이에른 뮌헨은 판 바위턴이 2012년까지 유효한 연장 계약을 하였다고 발표하였다. 그는 2010-11 시즌 후반 벤치로 밀렸으나, 시즌 종료를 앞두고 주전 자리를 되찾았다. 2011년 12월 17일, 1. FC 쾰른과의 전반기 마지막 리그 경기에서, 판 바위턴은 프리킥을 지나치게 강력하게 차서 공이 터지도록 만들었다. 13-14시즌을 끝으로 바이에른과 계약이 종료되는데 본인이 재계약을 거부했다고 한다. 나이가 나이인지라 더 이상 빅클럽에서의 젊고 쟁쟁한 선수들과의 주전경쟁이 무리가 있다고 생각하고, 커리어를 마치기 적당한 조국 벨기에 클럽들을 물색중이라고한다. 수비력에서는 바이에른 팬들을 그다지 만족시키지 못하며 그리 좋은 소리를 듣진 못했고, 무려 8시즌을 바이에른의 1군으로 보냈음에도 닥주전으로 뛴 세월은 그리 길진 않았지만, 그래도 세계 최정상급의 뛰어난 세트피스 가담능력을 바이에른 팬들은 두고두고 그리워할듯 하다. 2014년 8월 13일 선수 생활에서 은퇴하였다.

### 챔피언스리그
UEFA 챔피언스리그 2006-07 산 시로 경기장에서 시행된 AC 밀란과의 8강전에서, 그는 왼발로 2골을 기록하였다. 첫 골은 78분에 터진 1-1 골이었고, 2번째 골은 하프 볼리슛이었다. 이 2골 덕에 그의 챔피언스리그 통산 골수는 3골로 증가하였다. 그는 2003년에 올랭피크 마르세유 소속으로 레알 마드리드 CF를 상대로 골을 넣은 적이 있다.

## 국가대표 경력
판 바위턴은 2001년에 처음으로 벨기에 축구 국가대표팀 일원으로 승선하였으며, 2002년 FIFA 월드컵 최종 엔트리에도 등록되었다. 2009년 2월 11일, 그는 슬로바키아전에서 2골을 기록하여, 벨기에의 2-0 승리를 견인하였다.

## 은행절도 사건
맨체스터 시티 FC 시절, 그는 팀 동료 자멜 벨마디와 비센테 마티아스 부오소와 더불어 은행털이 희생양이 되었다. 은행털이범 2명은 은행원이었고, 이들은 이 세 선수의 계좌로부터 £350,000의 돈을 빼돌렸다.
2006년 1월, 은행털이범 폴 셰어우드와 폴 헨리는 각각 32개월, 12개월간 구속되었다.

## 수상
FC 바이에른 뮌헨
- 분데스리가: 2007–08, 2009–10
- DFB-포칼: 2007–08, 2009–10
- DFB-리가포칼: 2007
- DFL-슈퍼컵: 2010
- UEFA 챔피언스리그 우승: 2012-13
- UEFA 챔피언스리그 준우승: 2009-10

1. ↑  "Bayern Munich trio sign new deals", 2010년 10월 4일.
2. ↑  "Van Buyten commits future to Bayern", 2010년 2월 5일.
3. ↑  ‘헉! 공 안에서 이상한게 튀어나왔어’…獨 경기중 축구공 터져, 2011년 12월 19일.
4. ↑  "Belgium's Van Buyten sinks Slovenia"[깨진 링크(과거 내용 찾기)], 2009년 2월 12일.
5. ↑  “"Two bankers admit theft from City players"”. 2007년 9월 27일에 원본 문서에서 보존된 문서. 2007년 5월 25일에 확인함.
6. ↑  “"Jail after thefts from football stars"”. 2007년 12월 9일에 원본 문서에서 보존된 문서. 2013년 5월 24일에 확인함.